# Albert Dauphin

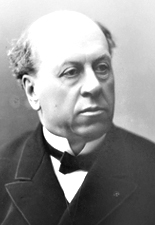
Albert Dauphin

Albert Dauphin (* 26. August 1827 in Amiens; † 14. November 1898 ebenda) war ein französischer Anwalt und Politiker.

## Leben
Albert Dauphin studierte die Rechte und wurde ein angesehener Advokat in Amiens, auch Präsident der dortigen Anwaltskammer. Von November 1868 bis Mai 1873, also auch während des Deutsch-Französischen Kriegs, war er Maire von Amiens. Außerdem bekleidete er von März bis Juli 1871 das Amt des Präfekten der Seine. Dann war er von 1873–89 und 1892–98 Präsident des Generalrats des Départements Somme. Von demselben Département am 30. Januar 1876 zum Senator gewählt, schloss er sich dem linken Zentrum an. Von seiner politischen Überzeugung her war er ein gemäßigt-konservativer Republikaner. Er amtierte von 1879–82 als Generalprokurator am Pariser Appellhof und erhielt am 11. Dezember 1886 im Kabinett von René Goblet das Portefeuille der Finanzen. Da der Budgetausschuss und die Abgeordnetenkammer selbst die von Dauphin im Budget eingeführten Ersparnisse für ungenügend erklärten, reichte der Finanzminister zusammen mit dem ganzen Kabinett im Mai 1887 seine Entlassung ein. Dauphin starb am 14. November 1898 im Alter von 71 Jahren in Amiens.
1881 wurde er zum Kommandeur der Ehrenlegion ernannt.